# Nguyễn Văn Đài
Nguyễn Văn Đài (sinh năm 1969) là một luật sư và nhân vật bất đồng chính kiến người Việt Nam. Ông từng bảo vệ nhiều vụ án nhân quyền và tôn giáo như vụ xử Mục sư Nguyễn Hồng Quang và nhà truyền đạo Phạm Ngọc Thạch năm 2004.
Năm 2007, Nguyễn Văn Đài đã bị xử tù 4 năm về tội "Tuyên truyền chống Nhà nước CHXHCN Việt Nam", thời gian quản chế 4 năm. Ngày 16 tháng 12 năm 2015, ông lại bị bắt giam và đến tháng 4 năm 2018 ông bị xử tù 15 năm, quản chế 5 năm với tội danh "Hoạt động nhằm lật đổ chính quyền nhân dân".
Tuy đang bị Việt Nam khởi tố, tạm giam, ông Đài được tổng thống Đức Frank-Walter Steinmeier trao giải Nhân quyền 2017 của Hiệp hội Thẩm phán Đức vào ngày 5 tháng 4 năm 2017. Đúng 1 năm sau, vào ngày 5 tháng 4 năm 2018, ông Đài bị xử 15 năm tù, 5 năm quản chế về tội "Hoạt động nhằm lật đổ chính quyền nhân dân".
Đêm 7 tháng 6 năm 2018, Nguyễn Văn Đài và cộng sự Lê Thu Hà được đưa ra khỏi nhà tù tới sân bay quốc tế Nội Bài để sang Đức xin tị nạn chính trị và ở lại Đức từ đó tới nay.

## Tiểu sử
Nguyễn Văn Đài sinh năm 1969 tại thôn Yên Vĩnh, xã Dạ Trạch, huyện Khoái Châu, tỉnh Hưng Yên, trong một gia đình công chức.
Sau khi tốt nghiệp phổ thông trung học, thi không đỗ đại học, Nguyễn Văn Đài đã đi học Trung học Kỹ thuật điện ở Sóc Sơn, Hà Nội.
Ông từng tham gia xuất khẩu lao động, sang làm công nhân tại Cộng hòa Dân chủ Đức trong một thời gian. Sau khi bức tường Berlin sụp đổ, ông trở về Việt Nam năm 1990 và theo học tại Đại học Luật Hà Nội.
Năm 1995, tốt nghiệp đại học, ông làm việc cho một số văn phòng luật sư. Tuy nhiên, khởi đầu ông không phải là thành viên của Đoàn Luật sư Hà Nội. Năm 1997, ông tự ứng cử đại biểu Quốc hội Việt Nam khóa XI nhưng không trúng cử.
Đến năm 1999 ông xin làm thành viên đoàn luật sư tỉnh Vĩnh Phúc, năm 2002 thì chuyển về Đoàn Luật sư Hà Nội. Năm 2003, Nguyễn Văn Đài thành lập và làm giám đốc Công ty TNHH Dịch thuật và Tư vấn Việt Luật; đồng thời là Trưởng Văn phòng Luật sư Thiên Ân, có trụ sở tại số 10 Đoàn Trần Nghiệp, Hà Nội.
Ngày 3 tháng 3 năm 2007, Nguyễn Văn Đài bị bắt và sau đó bị kết án 4 năm tù và 4 năm quản chế về tội “Tuyên truyền chống nhà nước Cộng hòa Xã hội chủ nghĩa Việt Nam”, theo Điều 88 Bộ luật Hình sự.
Ngày 5 tháng 3 năm 2011, Nguyễn Văn Đài được ra tù và ngày 24 tháng 4 năm 2013, đã khởi xướng thành lập “Hội Anh em Dân chủ” (HAEDC) để nối tiếp các phương thức hoạt động chống phá trước đó.
Ngày 5 tháng 4 năm 2018, Nguyễn Văn Đài cùng những người liên quan bị Tòa án nhân dân thành phố Hà Nội xét xử về hành vi “Hoạt động nhằm lật đổ chính quyền nhân dân” theo quy định tại Điều 79, Khoản 1 - Bộ luật Hình sự năm 1999. Trong đó, Nguyễn Văn Đài lĩnh án cao nhất là 15 năm tù và bị phạt quản chế 5 năm kể từ ngày chấp hành xong hình phạt. Ngày 7 tháng 6 năm 2018, Nguyễn Văn Đài được đi tị nạn, sống lưu vong tại Đức.
Từ ngày được tị nạn, lưu vong ở nước ngoài, Nguyễn Văn Đài tiếp tục liên hệ với các tổ chức phản động trong và ngoài nước thực hiện các hành vi câu móc, hỗ trợ tài chính cho các hoạt động tuyển lựa, đào tạo, phát triển lực lượng chống đối trong nước và tiếp tục tán phát các tài liệu xuyên tạc, chống phá Đảng, Nhà nước CHXHCN Việt Nam, bôi nhọ Chủ tịch Hồ Chí Minh và chế độ xã hội chủ nghĩa.

## Hoạt động

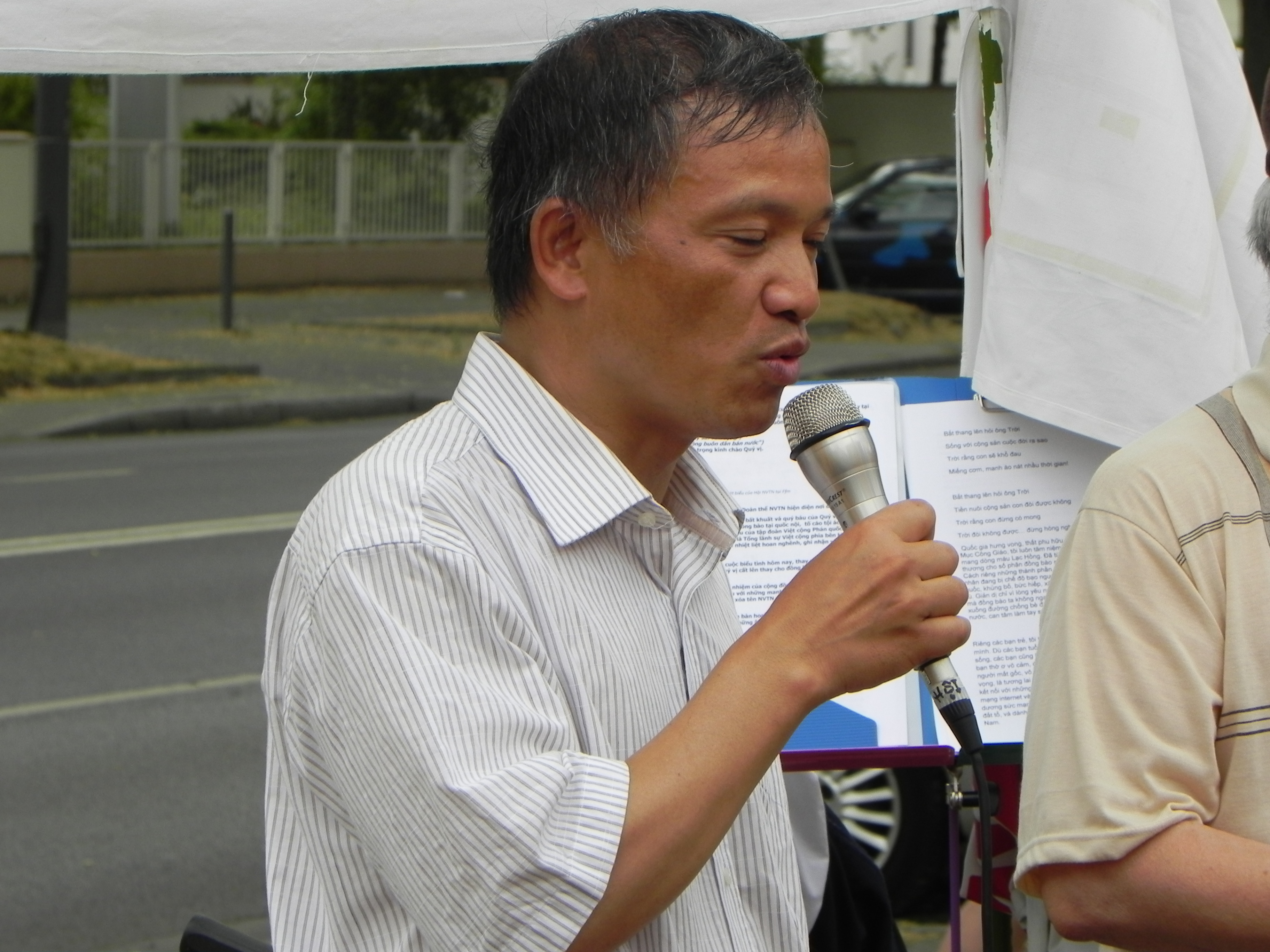
Nguyễn Văn Đài phát biểu trong một cuộc biểu tình chống Luật đặc khu và Luật An ninh mạng đối diện tòa lãnh sự Việt Nam tại Frankfurt ngày 4 tháng 8 năm 2018

Tháng 4 năm 2004, ông cùng với 11 luật sư thành lập nhóm "Luật sư Vì Công lý", nhưng sau đó 11 luật sư này đều rút tên vì sợ bị thu giấy phép hành nghề.
Nguyễn Văn Đài từng bảo vệ nhiều vụ án nhân quyền và tôn giáo như vụ xử Mục sư Nguyễn Hồng Quang và nhà truyền đạo Phạm Ngọc Thạch năm 2004.
Nguyễn Văn Đài đã góp phần đáng kể cho sự ra đời của Khối 8406 và Tuyên ngôn Tự do Dân chủ 2006. Ngoài ra, Luật sư Nguyễn Văn Đài cũng đã hỗ trợ cho sự ra đời của các tổ chức công nhân và nhân quyền như "Công đoàn Độc lập", "Ủy ban Nhân quyền Việt Nam", "Liên minh dân chủ nhân quyền Việt Nam". Trước khi bị bắt, ông làm biên tập viên cho các tờ báo hải ngoại như Tự do dân chủ và cộng tác viên của báo Tự do ngôn luận. Ông đã được nhận giải thưởng nhân quyền Hellman-Hemmet của Tổ chức Theo dõi Nhân quyền và Giải Nhân quyền Việt Nam 2007 của Mạng lưới Nhân quyền Việt Nam.
Theo báo Công an Nhân dân, Nguyễn Văn Đài thừa nhận với cơ quan chức năng đã soạn thảo tuyên bố thành lập "Ủy ban nhân quyền Việt Nam" rồi gửi qua email cho nhóm Đoàn Viết Hoạt ở Mỹ, đề nghị người Việt lưu vong ở Mỹ tham gia để chờ ngày tuyên bố thành lập. Cũng theo báo này, Luật sư Nguyễn Văn Đài đã khai với cơ quan công an: "Trung bình mỗi tháng, bên ngoài giúp đỡ tôi khoảng trên 1.000 USD. Tôi trả lương nhân viên khoảng 200 USD/tháng và cho tôi khoảng 600-700 USD/tháng. Ngoài ra, tôi còn "tài trợ học bổng" cho một số sinh viên khác (thường do được chọn chỉ định trước) khoảng 20-30 USD/tháng/người". Chỉ tính riêng 6 tháng đầu năm 2006, Nguyễn Văn Đài đã nhận được gần 19.000 USD "trả công".

## Vụ án Nguyễn Văn Đài – Lê Thị Công Nhân
Ngày 3 tháng 2 năm 2007, công an đã khám xét văn phòng của luật sư Thiên Ân trong khi Lê Thị Công Nhân (cộng sự của Nguyễn Văn Đài) đang hướng dẫn cho một số sinh viên tìm hiểu về nhân quyền, tịch thu các tài liệu của ông. Ngày 28 tháng 2 năm 2007, phòng Đăng ký kinh doanh thuộc Sở Kế hoạch và Đầu tư Hà Nội ra quyết định và thu hồi giấy chứng nhận đăng ký kinh doanh của Công ty TNHH Dịch thuật và Tư vấn Việt Luật mà ông Đài là thành viên. Ngày 6 tháng 3 năm 2007, luật sư Nguyễn Văn Đài bị bắt cùng với luật sư Lê Thị Công Nhân.
Ngày 11 tháng 5 năm 2007, TAND thành phố Hà Nội đã tuyên án Nguyễn Văn Đài 5 năm tù giam. Ngày 27 tháng 11 năm 2007, tòa án phúc thẩm giảm bản án xuống 1 năm còn 4 năm về tội "Tuyên truyền chống Nhà nước CHXHCN Việt Nam", nhưng vẫn giữ thời gian quản chế 4 năm.

## Nhìn nhận về Nguyễn Văn Đài và vụ án

### Theo truyền thông nước ngoài
Nguyễn Văn Đài và Lê Thị Công Nhân bị bắt cùng ngày 6 tháng 3 với cáo buộc là họ đã từng sử dụng văn phòng luật Thiên Ân của luật sư Đài để "đào tạo về dân chủ và nhân quyền cho sinh viên ở Hà Nội". Hai luật sư này cũng bị cáo buộc đã "kêu gọi người dân tẩy chay cuộc bầu cử đại biểu quốc hội khóa XII".
Tờ Việt Báo tại hải ngoại cho rằng phiên tòa đã vi phạm cái gọi là sự công minh trong xét xử một phiên tòa diễn ra tranh luận không quá một giờ đồng hồ cho các luật sư bào chữa được phép trình bày".
Nhân vật bất đồng chính kiến Phạm Quế Dương nói: "những hoạt động của Nguyễn Văn Đài và Lê Thị Công Nhân là những hành động rất dũng cảm, trí tuệ, và họ đúng là những con người anh hùng. Bởi vì vấn đề dân chủ và vấn đề nhân quyền hiện nay là vấn đề bức xúc của nhân dân Việt Nam. Thế mà có những người rất trẻ như luật sư Nguyễn Văn Đài, như luật sư Lê Thị Công Nhân (27 tuổi) dám nói ra những vấn đề sự thật như vậy, lột trần tất cả những vi phạm nhân quyền và dân chủ của đảng Cộng sản và của chính phủ Việt Nam này ra; cho nên tôi hoàn toàn ủng hộ Nguyễn Văn Đài và Lê Thị Công Nhân".
Sau khi ông và Lê Thị Công Nhân bị bắt giữ, một số tổ chức quốc tế lên tiếng phản đối và kêu gọi chính quyền Việt Nam trả tự do cho hai người và một số nhân vật bất đồng chính kiến khác, trong đó có Liên minh châu Âu, Ân xá Quốc tế, Tổ chức Theo dõi Nhân quyền.

## Vụ hành hung vào tháng 12/2015
Trong bản thông cáo gửi báo chí ngày 10/12/2015, Tổ chức Phóng viên không biên giới (Reporters Sans Frontières - RSF) cho rằng Nguyễn Văn Đài và nhiều nhà hoạt động khác trên đường về Hà Nội đã bị "công an thường phục" chặn xe đánh đập gây thương tích nặng sau buổi nói chuyện về nhân quyền nhân ngày Quốc tế Nhân quyền 10 tháng 12 tại tư gia của nhà hoạt động Trần Hữu Đức ở huyện Nam Đàn, Hà Tĩnh. RSF cho rằng nhóm công an này đã lấy tiền bạc, điện thoại di động của luật sư Đài và bỏ ông xuống đường cách nơi hội thảo 50 km.
Thông cáo ra ngày 11/12/2015 của Văn phòng Cao ủy Liên Hợp Quốc (OHCHR) về Nhân quyền nói vụ tấn công các nhà hoạt động nhân quyền tại Việt Nam đang ở mức báo động và rằng Liên Hợp Quốc quan ngại về việc nhà chức trách dường như làm ngơ và không truy tố những kẻ gây ra những vụ hành hung này.

## Bị bắt lần thứ 2
Ngày 16/12/2015 Nguyễn Văn Đài một lần nữa bị khởi tố bị can, bắt tạm giam và khám xét về tội "Tuyên truyền chống Nhà nước", theo Điều 88 Bộ luật Hình sự. Ông bị bắt trên đường đi gặp đoàn đối thoại nhân quyền EU mà tổ chức buổi nói chuyện với trưởng các nhóm xã hội dân sự và các nhà hoạt động, sau khi đã nói chuyện với chính quyền Việt Nam vào ngày hôm trước.
Ngày 22/2/2016, nghị sĩ Marie-Luise Dött, Phát ngôn viên về Chính sách Môi sinh và Xây dựng của Khối Nghị sĩ Liên minh Dân chủ/Xã hội Thiên chúa giáo Đức (CDU/CSU) trong Quốc hội Liên bang Đức, đã chính thức tuyên bố báo chí nhận bảo trợ quốc hội cho Luật sư Nguyễn văn Đài, nhà bảo vệ nhân quyền bất bạo động bị giam giữ từ ngày 16/12/2015 theo lời yêu cầu của tổ chức nhân quyền Veto! Human Rights Defenders‘ Network. Bà đã gặp ông Đài tại Hà Nội vào tháng 8 năm 2015 cùng với phái đoàn đại biểu nhóm CDU/CSU của quốc hội Đức trong chuyến sang thăm Việt Nam. Cũng gặp ông Đài vào lúc đó là ông Volker Kauder, chủ tịch nhóm liên đảng CDU/CSU tại quốc hội Đức, cũng đã lên án khe khắt vụ bắt giam ông Đài. Ông nghi ngờ vụ bắt giam này là để dập tắt một tiếng nói phê phán, nó cho thấy tình trạng nhân quyền ở Việt Nam từ trước tới giờ vẫn chưa thể chấp nhận được.
Ngày 10 tháng 4 năm 2017, bà Vũ Minh Khánh, vợ của ông Đài, cho biết: "Tính đến 16/4/2017, chồng tôi đã bị tạm giam tròn 16 tháng, sau ba lần gia hạn lệnh tạm giam mà chưa công bố kết luận điều tra, cũng như không cho các luật sư tiếp xúc. Bên cạnh đó, chồng tôi còn bị biệt giam. Về phần tôi đến nay, chỉ được thăm gặp chồng hai lần, tháng 10/2016 và tháng 1/2017. Anh ấy nói với tôi rằng gặp rất nhiều áp lực trong tù".

### Phản ứng quốc tế
- Trong thông cáo phát đi ngày thứ Năm 17/12/2015, ông Bruno Angelet, trưởng phái đoàn Liên hiệp châu Âu (EU) tại Việt Nam nói EU và các đại sứ của các nước trong khối "bày tỏ quan ngại sâu sắc với cuộc bắt giữ ông Nguyễn Văn Đài hôm qua".[38]
- Đặc ủy nhân quyền của Đại sứ quán Đức tại Hà Nội, ông Christoph Strässer cũng đã lên tiếng: "Tôi bàng hoàng khi biết tin ông luật sư Nguyễn Văn Đài, một người bảo vệ nhân quyền và một blogger, đã bị bắt giữ hôm nay tại Việt Nam".[38]
- Nói về cuộc bắt giữ, ông Phil Robertson - Phó giám đốc khu vực châu Á của tổ chức nhân quyền Human Rights Watch - nói với BBC Tiếng Việt: "Vấn đề là Việt Nam biết đối thoại nhân quyền diễn ra mỗi năm một lần. Họ có thể nói bất cứ gì họ muốn trong hội nghị, và ngay sau hội nghị họ quay trở lại với những chiến thuật hung hãn để đàn áp các sự việc như chúng ta thấy hôm nay".[38]
- Bà Champa Patel, Giám đốc Tổ chức Ân xá Quốc tế khu vực Đông Nam Á và Thái Bình Dương nói: "Nguyễn Văn Đài là một nhà hoạt động dũng cảm và đầy nhiệt huyết, người đã nâng cao nhận thức trong nước và quốc tế về tình trạng vi phạm nhân quyền ở một quốc gia mà không chấp nhận bất đồng chính kiến. Việc bắt giữ luật sư Đài càng nhấn mạnh rằng những cam kết của Việt Nam về nhân quyền là giả dối. Luật sư Đài phải được trả tự do ngay lập tức và vô điều kiện".[39]
- Trong một buổi trả lời báo chí thường lệ, người phát ngôn Bộ Ngoại giao Hoa Kỳ nói: "Chúng tôi quan ngại sâu sắc trước cuộc bắt giữ luật sư nhân quyền Nguyễn Văn Đài theo điều 88 Bộ Luật Hình Sự liên quan tới an ninh quốc gia. Chúng tôi thúc giục Việt Nam tuân thủ luật và đảm bảo các hành động phải phù hợp với nghĩa vụ và cam kết quốc tế, và chúng tôi kêu gọi chính phủ trả tự do vô điều kiện tất cả tù nhân lương tâm". Tổ chức Human Rights Watch tại New York cho biết Việt Nam đang giam giữ 130 tù chính trị.[40]
- Ngày 10 tháng 5 năm 2016, tại Washington DC, một buổi điều trần đã diễn ra tại Hạ viện Hoa Kỳ dưới sự chủ tọa của dân biểu Christopher Smith và nhân chứng trình bày là bà Vũ Minh Khánh, vợ luật sư Nguyễn Văn Đài.[41]
- Một kiến nghị của nhiều tổ chức phi chính phủ gồm có Phóng viên không biên giới, Văn bút Quốc tế, Việt Tân, Electronic Frontier Foundation (EFF), Lawyers for Lawyers (L4L), Medial Legal Defence Initiative (MLDI), Lawyers' Rights Watch Canada (LRWC) được gửi tới Ủy ban Điều tra về Bắt giữ Tùy tiện của Liên Hợp Quốc hôm 16/12/2016 yêu cầu chính phủ Việt Nam thả luật sư nhân quyền Nguyễn Văn Đài. Thông cáo viết: "Chính phủ Việt Nam phải thả luật sư nhân quyền và blogger Nguyễn Văn Đài ngay lập tức và vô điều kiện," "Chính quyền Việt Nam tiếp tục im lặng về quá trình điều tra, không có dấu hiệu đưa ông ra xử. Hơn nữa, cả vợ và luật sư của ông đều không được thăm".[42]

## Án tù lần 2
Ngày 5 tháng 4 năm 2018, Nguyễn Văn Đài bị Tòa án nhân dân thành phố Hà Nội xử 15 năm tù, 5 năm quản chế với tội danh Hoạt động nhằm lật đổ chính quyền nhân dân. Tòa án cho rằng Nguyễn Văn Đài chưa nhận thức được hành vi phạm tội, không có tình tiết giảm nhẹ trách nhiệm hình sự, bản thân lại có tiền án về tội Tuyên truyền chống Nhà nước Cộng hòa xã hội chủ nghĩa Việt Nam nên cần áp dụng mức hình phạt cao hơn các bị cáo khác trong vụ án.
Đêm 7 tháng 6 năm 2018, Nguyễn Văn Đài và cộng sự Lê Thu Hà được đưa ra khỏi nhà tù tới sân bay quốc tế Nội Bài để xuất cảnh sang Đức theo diện tị nạn chính trị và ở lại Đức từ đó tới nay.

## Tranh cãi

### Phát ngôn vềvụ tấn công hai trụ sở Ủy ban nhân dân xã tại Đắk Lắk 2023
Ngày 11 tháng 6 năm 2023, sau khi xảy ra vụ tấn công hai trụ sở Ủy ban nhân dân xã Ea Tiêu và Ea Ktur, huyện Cư Kuin, tỉnh Đắk Lắk làm 09 người chết gồm 04 cán bộ Công an, 02 cán bộ UBND xã và 03 người dân; 02 cán bộ Công an xã bị thương, ông đã đăng tải lên trang cá nhân những dòng status thể hiện quan điểm ủng hộ vụ tấn công. Dư luận và truyền thông nhà nước Việt Nam đã lên án các status trên của ông là nhằm kích động, gây mâu thuẫn, phá hoại khối đại đoàn kết toàn dân tộc.

## Giải thưởng
- Giải thưởng Mạng lưới Nhân quyền Việt Nam năm 2007 cùng với Lê Thị Công Nhân và Hoàng Minh Chính.[12]
- Tuy đang bị Việt Nam khởi tố, tạm giam, ông Đài được tổng thống Đức Frank-Walter Steinmeier trao giải Nhân quyền 2017 của Liên đoàn Thẩm phán Đức vào ngày 5 tháng 4 năm 2017.[1] Ngày 10 tháng 4 năm 2017, bà Vũ Minh Khánh, vợ của ông Đài đã bị chặn tại sân bay Nội Bài với lý do "bảo vệ an ninh quốc gia và trật tự an toàn xã hội" khi định bay sang Weimar để nhận giải thay chồng.[37]

### Các bài viết của Nguyễn Văn Đài
- Viết cho các thanh niên Công giáo và Tin Lành sắp bị đem ra xét xử Lưu trữ ngày 16 tháng 12 năm 2012 tại Wayback Machine, DanLuan, 12.12.2012
- Điều 4 Hiến pháp và quyền con người, BBC, 18.01.2013